# 雅姬·纳尔逊
雅姬·纳尔逊（英語：Jacqui Nelson，1965年5月26日—），新西兰女子自行车运动员。她曾代表新西兰参加1994年英联邦运动会自行车比赛，获得一枚银牌和一枚铜牌。她也曾参加1992年和1996年夏季奥运会。